# Antun Botrić
Antun Botrić (Prčanj, 23. rujna 1904. − Split, 17. lipnja 1983.) je bio hrvatski pomorski publicist i hidrograf. Pisao je o pomorskoj povijesti i brodarstvu, s naglaskom na Boku kotorsku.

## Životopis
Rodio se je u Prčnju 1904. godine. U obližnjem kotoru završio je nautičku školu. 1932. je godine položio za kapetana duge plovidbe položio. Prije početka rata zaposlio se u Kotoru u kojem je ostao do 1944. Poslije je tri godine radio u meteorološkoj službi Komande južnog Jadrana. U razdoblju koje je uslijedilo Botrić je ustrajno radio na izradi sveobuhvatnog peljara Jadranskog mora na hrvatskom jeziku. Zahvaljujući iznimnom trudu, ovaj dvosveščani peljar izašao je na hrvatskom jeziku: 1952. godine Peljar po Jadranu – I. dio – Istočna obala, a 1953. godine Peljar po Jadranu – II. dio – Zapadna obala. Godinu poslije objavio je popis svjetionika Jadranskog i Jonskog mora.
Potom je prešao u Split. Radio je u Hidrografskom institutu JRM i od 1957. je 16 godina proveo u Jugoslavenskom registru brodova. Suosnovao je 1956. Hidrografski godišnjak.